# Mutter

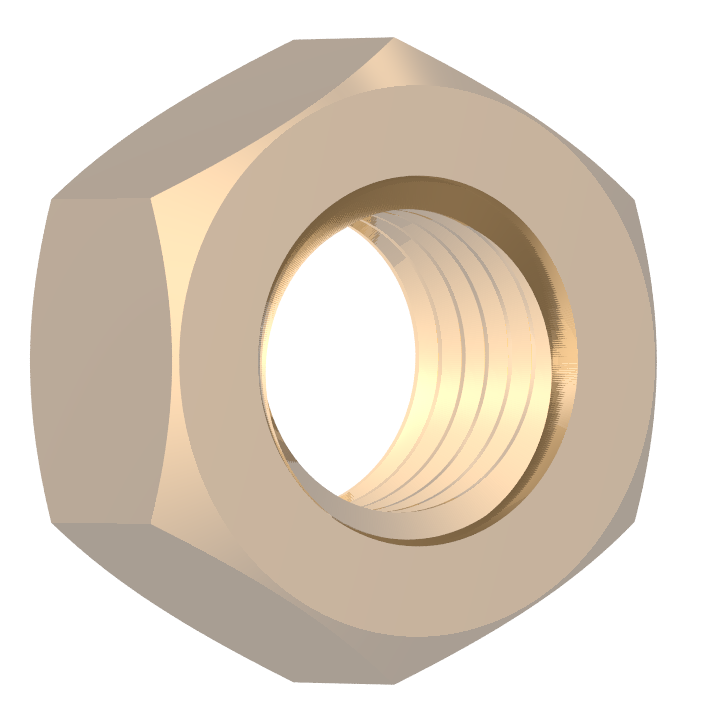
Mutter

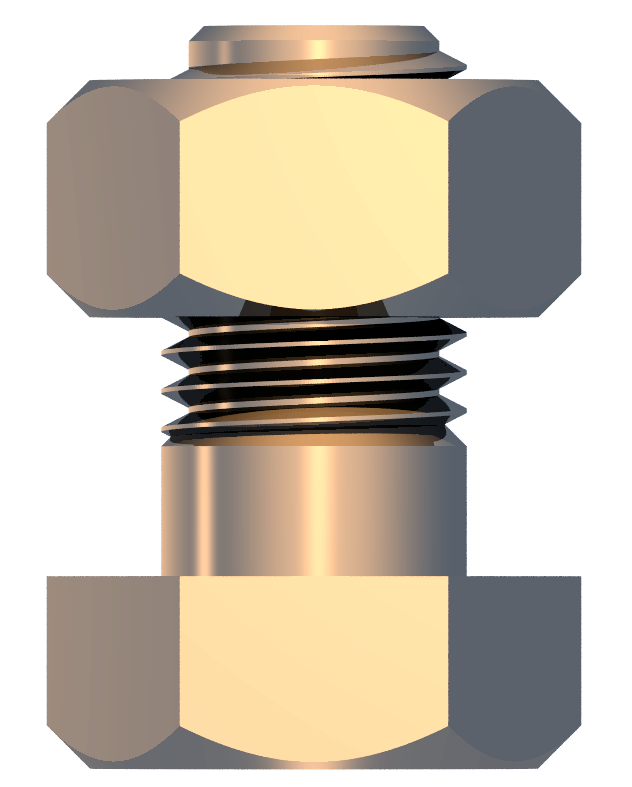
Påskruvad mutter (skruvförband)

En mutter är ett mekaniskt konstruktionselement som tillsammans med en skruv bildar ett skruvförband. Den görs av ett stycke, oftast metall, med invändig gänga i vilken en skruv passar. Muttrar är oftast sexsidiga utvändigt och avsedda att vridas fast med en skruvnyckel.

## Varianter
För att åstadkomma tillräckligt reaktionsmoment när ett skruvförband dras åt, finns olika utföranden. Sexkantsutförandet är dominerande och är standardiserat både för tumbaserade (Unified Thread Standard) och metriska gängor enligt ISO, DIN, ANSI och Svensk Standard med flera. Andra utföranden såsom fyrkant förekommer, speciellt då mothåll är försvårat och godset behöver ta upp reaktionsmomentet istället för ett verktyg. För åtdragning med fingrarna används vingmutter eller kordongmutter och för att dölja skruvspetsen används kupolmutter.
Specialutföranden inkluderar möbelmuttrar som sätts i tvärgående hål eller slås fast samt hylsmuttrar som liknar skruvar fast med invändig gänga. På stålplåt kan muttrar svetsas fast.
Ett vanligt problem är att skruvens förspänning inte är tillräcklig för att förhindra att förbandet öppnar sig vid vibrerande belastning. Därför används låsbrickor, en extra mutter (kontramutter) som åtdrages mot den första, gänglåsningsmedel, låsmutter med insatt plastring, mutter med låsande krage och kronmutter som låses med en genomgående sprint. Ett vanligt missförstånd är dock att sådana lösningar får ett löst skruvförband att sitta kvar, men vid vibrerande belastning kan en skruv med otillräcklig förspänning istället gå av. En genomgående sprint fungerar egentligen bara för icke-vibrerande belastningar. 
För att inte överbelasta godset som ligger mot mutterns yta, kan kraften fördelas över en större yta med en bricka eller kragmutter (flänsmutter). 

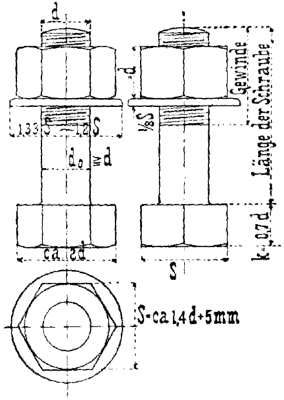
Skruv och mutter.
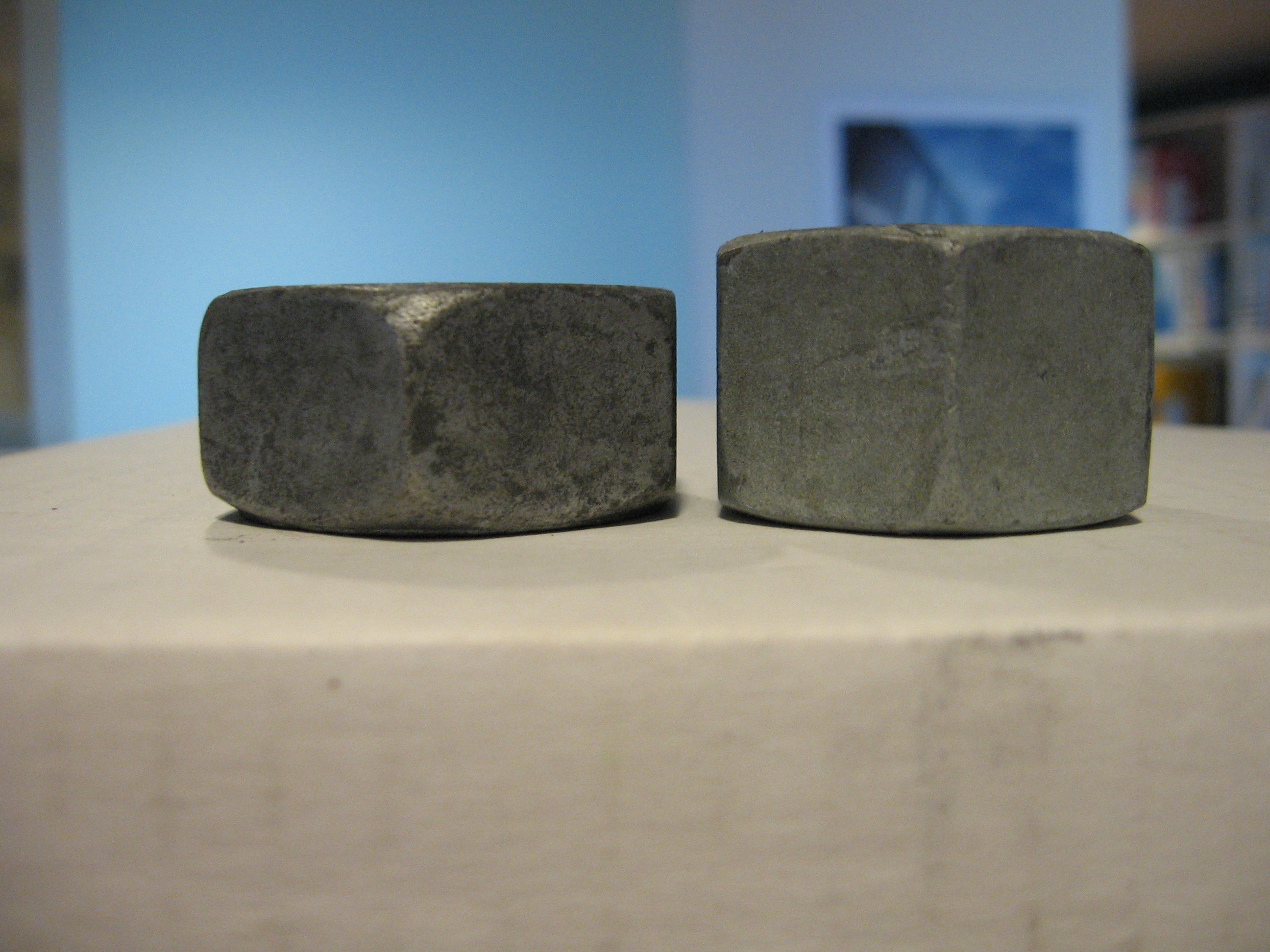
En DIN 6915 mutter bredvid en UNI 5587 mutter.

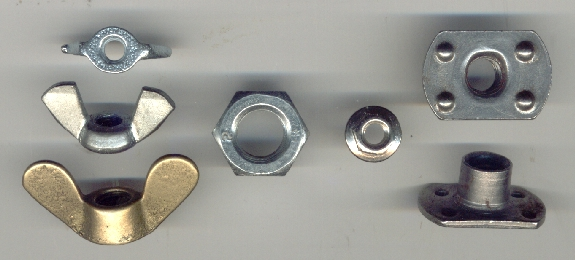
Från vänster till höger: Vingmutter, sexkantsmutter, sexkantsmutter med krage, och svetsmutter (för pressvetsning).
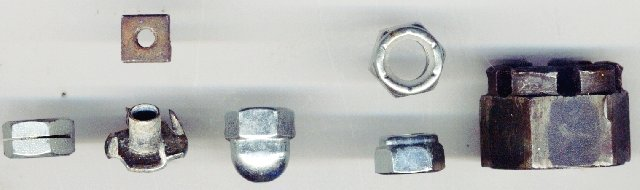
Från vänster till höger: Låsmutter med spår, fyrkantsmutter, islagsmutter, kupolmutter, låsmutter med nyloninsats, och kronmutter.

## Material
Muttrar tillverkas oftast av olika kvalitéer av maskinstål. Rostfria och syrafasta stål är också vanliga.
För speciellt bruk görs muttrar av mässing och andra metaller, plast (typ Nylon) eller ibland av godtyckligt material som krävs för en specifik applikation.
Vanligen väljs material som är kompatibelt med skruvens, så att galvanisk eller kemisk reaktion inte sker, vilket senare kan försvåra lossande av förbandet eller orsaka försvagning, speciellt i korrosiv miljö.
Muttrar förekommer ytbehandlade för bättre korrosionsresistans, exempelvis med galvanisering.

## Hållfasthet
Muttrar för speciella krav kan vara märkta med standardiserad angivelse så att hållfasthetsklass kan identifieras.
Om höjden på muttern är densamma som skruvens diameter, så som är fallet med UNI 5587 och EN 14399-10 HRD muttern, blir ett eventuellt brott segt, då det sker genom att skruven först töjs och sedan går av. Inte sprött som det blir om det sker genom den gängstrippning som inträffar om muttern är lägre. Jfr BSKs krav på jämnstarka förband.
I vissa sammanhang vill man att brott skall ske genom gängstrippning, så som då tyska stålbyggnadsnormer tillämpas. Då skall muttern vara lägre än skruvens diameter, 0.8*d för den för tyska normer tänkta stålbyggnadsmuttern, EN 14399-4 HRV muttern, f.d. DIN 6915.
En mutter enligt ISO 4032 och EN 14399-3 HR har en höjd som är 0.9*d vilket anses vara bra nog för det mesta. En mutter enligt tidigare och ännu vanliga mutterstandarden DIN 934 är 0.8*d hög, vilket för det mesta inte ger ett önskvärt brottbeteende.
Lågprofilmuttrar används när hållfastheten i gängan är helt underordnad kraven angående bygghöjd och andra designhänsyn, exempelvis för montering av elektriska komponenter.
Eftersom muttrar vanligen är starkare än skruven händer vid demontering av fastnat förband, att skruven skadas och förstörande avlägsnande är påkallat. Mutterspräckare kan då användas för att få bort muttern. Det gäller även då skruven av andra skäl inte kan roteras, eller om muttern är deformerad.

## Påkänningar i muttern
En mutter bör vara dimensionerad så att den blir något starkare än skruven. Om ett skruvförband av någon anledning blir överbelastat till brott, är det önskvärt att brottet inträffar i skruven. Brott i skruvförband kan principiellt ske på tre olika sätt:
1. Muttergängorna skjuvas av
2. Skruvgängorna skjuvas av
3. Skruven brister i gängan

Anledningen till att man eftersträvar att skruven skall brista i gängan är dels för att ett sådant brott är lätt att upptäcka – brustna gängor däremot döljer sig inuti muttern – dels att en brusten skruv är lättare att byta ut än ett förband med brustna gängor, som fortfarande hänger ihop på skruvens yttersta gängvarv.

## Mutterhöjd
Många undersökningar i olika länder har visat att skjuvhållfastheten hos muttern är direkt proportionell mot höjden. Men detta stämmer endast ungefärligt. Dels är inte hela höjden verksam för att bygga upp skjuvytan, dels får extremt höga muttrar en något lägre hållfasthet. Detta förhållande beror på att belastningen fördelar sig olika på de skilda gängvarven.
Belastningen blir olikformig endast så länge deformationerna är elastiska. När dessa övergår i det plastiska området, jämnas belastningarna ut för att strax före brott vara i det närmaste lika på samtliga gängvarv. Att extremt höga muttrar får en något lägre brotthållfasthet än väntat, kan bero på att de nedre gängvarven redan börjat ge vika, innan belastningen hunnit jämnas ut.

## Excentricitet
Vid gängning av borrade hål finns en viss risk, att gängtappen drar sig över åt ena sidan i hålet. Resultatet blir, att gängorna blir fylligare på ena sidan och magrare på den andra. Det är då viktigt att känna till om den uppkomna excentriciteten mellan medeldiametern och innerdiametern sänker gängförbandets hållfasthet. Förhållandet har undersökts och visar att hållfastheten inte sjunker förrän vid extremt höga värden på excentriciteten.

## Hårdhetsprovning
Vid rutinkontroll skall hårdheten mätas på en av anliggningsytorna. Hårdhetsvärdet skall vara medelvärdet av tre mätningar gjorda med 120º förskjutning. Vid osäkerhet skall mätningen ske på ett axiellt snitt genom muttern och intrycket skall placeras så nära muttergängans ytterdiameter som möjligt. Hårdhetsprovning enligt Vickers är referensmetod och om möjligt skall en kraft av HV 30 anbringas.

## Utföranden
Muttrar indelas i två grupper – utförande 1 och 2 – beroende på hållfasthetskrav, framställningsmetod, använt utgångsmaterial och ev. värmebehandling. I praktiken används utförande 1, som har en mutterhöjd ca = 0.9d.

## Gamla standarder
Det säljs fortfarande muttrar[källa behövs] enligt den indragna standarden DIN 934. Dessa muttrar har höjden 0,8d och hållfasthetsegenskaper enligt en ISO-standard som drogs in 1978, eller enligt standarden DIN 267 Teil 4 som drogs in 1992. Dessa muttrar fyller inte nu gällande krav.